# ثيو ويليمز
ثيو ويليمز (بالهولندية: Theo Willems)‏ هو نبال هولندي، ولد في 22 فبراير 1891 في أودن في هولندا، وتوفي في 12 أبريل 1960 في خيميرت- باكل في هولندا.

## وصلات خارجية
- ثيو ويليمز على موقع أوليمبيديا (الإنجليزية)